# Akira Ando
Akira Ando (født 28. juni 1995) er en japansk fodboldspiller, som spiller for den japanske fodboldklub Matsumoto Yamaga FC.